# Herejes de Dune
Herejes de Dune es el quinto libro en La Saga de Dune de Frank Herbert. En él se plasman los acontecimientos siguientes al orden de paz forzada por Leto II, el Dios Emperador.

## Sinopsis
Después de la muerte de Leto II, la humanidad ha intentado seguir su camino a través del espacio infinito. Muchos han huido del Antiguo Imperio hacia lo desconocido, en un suceso llamado la Dispersión. La trama se desarrolla muchos miles de años después, cuando los individuos que huyeron hacia la dispersión regresan al interior del Universo Conocido.
La Bene Gesserit tendrá que lidiar con un nuevo problema, al descubrir que ciertos elementos hostiles y poderosos surgen del exterior, trayendo la amenaza del exterminio y la subyugación. Las diversas fuerzas que anteriormente han conspirado por el poder y el control, deberán decidirse por un pacto en contra del enemigo en común, o seguir sus propios intereses hasta llegar al desastre.
Surgen las Honoradas Matres, las nuevas rivales de la orden, quien sólo pueden contar con sus poco eficaces recursos y su Bashar Miles Teg, un Atreides, genio militar, con un talento secreto inesperado.

## Referencia bibliográfica
- Frank Herbert, Herejes de Dune. Ediciones Debolsillo: Barcelona, 2003. ISBN 978-84-9759-731-9

- Datos: Q437353